# Anglo-Catalan Society
L'Anglo-Catalan Society és una associació acadèmica fundada a Oxford el 1954 per catalanòfils de la Gran Bretanya com Robert Brian Tate, Paul S.N. Russell-Gebbett o Francis William Pierce i per catalans exiliats com Josep Maria Batista i Roca, Joan Mascaró i Fornés i Joan Gili i Serra que té per objecte promoure la cultura catalana a la Gran Bretanya.
Celebra un congrés anual, a partir del 1955, generalment a Londres, i un congrés residencial, cada dos anys en una universitat diferent; en aquestes reunions hom fa exposicions de treballs i organitza conferències i diversos actes sobre temes catalans. Des de la seva fundació fins al 1975 concedí anualment un premi per als Jocs Florals de la Llengua Catalana. També concedeix beques per a estudiants i, des del 1977, publica monografies des de la revista Journal of Catalan Studies.
Manté relacions de col·laboració amb la Generalitat de Catalunya, l'Institut d'Estudis Catalans i la Fundació Congrés de Cultura Catalana. El 1986 rebé el premi Ramon Llull i el 1992 el premi Sant Jordi. El 2006 tenia 350 socis. El 2016 va rebre el Premi Pompeu Fabra.

## Presidents
- Francis William Pierce (1955-1957)
- Joan Gili i Serra (1907-1998)
- Arthur Hubert Terry (1962-1965)
- Robert Pring-Mill (1974-1976)
- Alan Yates (1987-1990)
- Dominic Keown
- Josep Saval (--2010--)
- Helena Buffery (2011-2014)
- Louise Johnson (2014-17)
- Jordi Larios (2017-20)
- Elisenda Marcer (2020-2023)
- Eva Bru-Domínguez (2023-)